# Ocoxotla
Ocoxotla är en ort i Mexiko.   Den ligger i kommunen Mariano Escobedo och delstaten Veracruz, i den sydöstra delen av landet, 220 km öster om huvudstaden Mexico City. Ocoxotla ligger 1 674 meter över havet och antalet invånare är 495.
Terrängen runt Ocoxotla är kuperad åt nordost, men åt sydväst är den bergig. Runt Ocoxotla är det mycket tätbefolkat, med 1 361 invånare per kvadratkilometer. Närmaste större samhälle är Orizaba, 10,2 km söder om Ocoxotla. Trakten runt Ocoxotla består till största delen av jordbruksmark.